# Фотонный двигатель
Фотонный двигатель — гипотетический ракетный двигатель, где источником энергии служит тело, которое излучает свет. Фотон имеет импульс, и, соответственно, при истекании из двигателя, свет создаёт реактивную тягу. Теоретически фотонный двигатель может развить максимально возможную для реактивного двигателя тягу в пересчёте на затраченную массу космического аппарата, позволяя достигать скоростей, близких к скорости света, однако практическая разработка таких двигателей, судя по всему, дело далёкого будущего.

## Аннигиляционный фотонный двигатель
Чаще всего обсуждаются и упоминаются в научно-фантастической литературе идеи создания такого двигателя с использованием антивещества. Энтузиасты считают, что взаимодействие вещества и антивещества позволяет перевести практически всю вступающую в реакции массу в излучение.
Для фотонной ракеты со скоростью истечения  {\displaystyle I=c} Формула Циолковского имеет вид:
{\displaystyle {\frac {M_{1}}{M_{2}}}={\sqrt {\frac {1+{\frac {V}{c}}}{1-{\frac {V}{c}}}}}.}
Скорость фотонной ракеты вычисляется по формуле:
{\displaystyle {\frac {V}{c}}={\frac {1-\left({\frac {M_{2}}{M_{1}}}\right)^{2}}{1+\left({\frac {M_{2}}{M_{1}}}\right)^{2}}}.}

Тем не менее, распространённая в литературе формулировка «при аннигиляции выделяются гамма-кванты» в принципе физически неверна. Гамма-кванты прямо выделяются только при электрон-позитронной аннигиляции. В случае аннигиляции покоящейся (не релятивистской) пары протон-антипротон происходит сложно-цепочечная реакция: образование (часто) адронного мезоатома со временем жизни порядка 10−27 секунды, затем распад этого атома (собственно аннигиляция) с образованием пионного комплекса, состоящего из 2—12 (в среднем 5—7) нейтральных (1/3) и заряженных (2/3) пи-мезонов (пионов), затем за время порядка 10−17 секунды нейтральные пионы распадаются с выделением гамма-квантов с пиком энергии в спектре около 70 МэВ, в то время, как заряженные пионы, имеющие значительно большее время жизни, до ~1,5×10−4 секунды, удаляются с околосветовыми скоростями из области реакции (в вакууме и разреженной среде — до 20—40 м, в плотном веществе, например, графите — порядка 0,1—0,2 м) и затем распадаются с образованием мюонов, в свою очередь распадающихся (в основном, 99,998 %, канале распада) на нейтрино и электроны.
Таким образом, при аннигиляции антивещества — то есть вещества, состоящего из антипротонов и позитронов, примерно 1/3 энергии выделится в виде жёсткого гамма-излучения с энергией квантов 511 кэВ (от позитронно-электронной аннигиляции) и 70 МэВ от распада нейтральных пионов, ~1/3 энергии — в виде заряженных частиц с достаточно большим пробегом, а ~1/3 — в виде нейтрино, то есть безвозвратно будет потеряна. И «реальный» ракетный двигатель на антиматерии скорее должен выглядеть, как магнитная ловушка для заряженных частиц, а не как некое «зеркало». 
При такой невысокой массовой отдаче, порядка 23 %, эксплуатация фотонного двигателя становится менее выгодной. Значительно повысить его эффективность позволяет использование внешних ресурсов. Прямоточный аннигиляционный фотонный двигатель и магнитные ловушки, собирающие рассеянный в межзвёздной среде водород и гелий, дают возможность существенно уменьшить запасы рабочего вещества. Количество антивещества в межзвёздной среде очень мало — порядка одного атома антиводорода или антигелия на 5×106 атомов обычного водорода, что делает невозможным использовать этот внешний ресурс. Поэтому проблема получения большой массы антивещества и его хранения на борту остаётся актуальной и для прямоточного аннигиляционного фотонного двигателя.

### Технические проблемы
В сегодняшнем состоянии идея фотонного реактивного двигателя чрезвычайно далека от её технического воплощения. Она содержит ряд проблем, которые сейчас даже теоретически не могут быть решены. Это:
1. Проблема получения большого количества антивещества.
2. Проблема его хранения.
3. Проблема полного использования при «сжигании» — чтобы аннигиляция происходила полностью, и в основном с выделением именно фотонов.
4. Проблема создания «зеркала», способного очень хорошо отражать гамма-излучение и другие продукты аннигиляции.

## Фотонный двигатель на магнитных монополях
Если справедливы некоторые варианты теорий Великого объединения, такие как модель Хофта — Полякова, то можно построить фотонный двигатель, не использующий антивещество, так как магнитный монополь гипотетически может катализировать распад протона на позитрон и π0-мезон:
{\displaystyle p\rightarrow e^{+}+\pi ^{0}}
π0 быстро распадается на 2 фотона, а позитрон аннигилирует с электроном, в итоге атом водорода превращается в 4 фотона, и нерешённой остаётся только проблема зеркала.
В то же время в большинстве современных теорий Великого объединения магнитные монополи отсутствуют, что ставит под сомнение эту привлекательную идею.

## Упоминания в научной фантастике
- В романе Олафа Стэплдона «Последние и первые люди» (1930) даётся первое в мировой литературе подробное и научно правдоподобное описание космического корабля на аннигиляционном двигателе.
- В советских фильмах «Москва — Кассиопея» и «Отроки во Вселенной» главные герои отправляются в звёздную систему Альфы Кассиопеи на звездолёте «ЗАРЯ» (Звездолёт Аннигиляционный Релятивистский Ядерный), очевидно использующем в качестве источника энергии распад протонов, так как иначе звездолёт не может быть одновременно аннигиляционным и ядерным.
- В сериале «Star Trek» («Звёздный путь») бортовая энергосистема звездолётов Федерации и многих других звёздных и галактических держав использует антивещество в качестве энергоносителя, но главные маршевые двигательные установки звездолётов не фотонные.
- В романе Ивана Ефремова «Туманность Андромеды» звездолёты землян используют фантастическое вещество анамезон «с разрушенными мезонными связями ядер атомов, обладающее близкой к световой скоростью истечения»[6]. В романе «Час Быка» земляне используют более совершенные звездолёты прямого луча, принцип действия которых был основан на работах Рен Боза и исследованиях найденного землянами корабля жителей туманности Андромеды.
- В произведениях Станислава Лема «Непобедимый» и «Фиаско» космический корабль летает на фотонной тяге.
- В рассказе В. Михайлова «Ручей на Япете» (1971) — космический корабль «Синяя птица» использует фотонную тягу.
- В произведениях братьев Стругацких (смотри Хиус, Страна багровых туч).
- В произведении Бернара Вербера «Звёздная бабочка».
- В компьютерной игре «Sins of a Solar Empire» вся техника всех рас использует антивещество.
- В компьютерной игре «Петька 007: Золото Партии» Петька и Василий Иванович включают фотонные двигатели на корабле, чтобы полететь в космос.
- В книге «Сомнамбула» (все части) Александра Зорича крейсер «Справедливый» летает в досветовом режиме на фотонной тяге, в книгах «Три капитана» и «Звездопроходцы» два фотонных звездолёта — «Восход» и «Звезда» отправляются с Земли к планете Сильвана.
- В книге «Автостопом по галактике» Дугласа Ноэля Адамса космический корабль «Золотое сердце», летает на «невероятностной тяге», в том числе и на «обычной фотонной тяге».
- В песне «Тау Кита» Владимира Высоцкого астронавт путешествует на космическом корабле, имеющем в своей конструкции отражатель и двигающемся «по световому лучу».
- В серии произведений Андрея Ливадного «Экспансия: История Галактики» неоднократно упоминаются корабли на фотонной тяге, имеющие в конструкции характерную «чашу фотонного отражателя», и считаются устаревшими.

## Фотонный двигатель в реальности
Согласно одной из гипотез, аномальное ускорение космических аппаратов «Пионер-10» и «Пионер-11» вызвано анизотропией теплового излучения аппаратов. Если это так, то таким образом зафиксирован эффект, аналогичный фотонному двигателю. Аналогично при определении параметров гравитационного поля Земли из траекторий движения геофизических спутников LAGEOS в расчёты входит давление солнечного света (солнечный парус) и анизотропия теплового излучения спутников.